# Gondelbahn 1001 Nacht
Die Gondelbahn „1001 Nacht“ war eine Themenfahrt im Phantasialand in Brühl in Nordrhein-Westfalen. Sie wurde 1970, drei Jahre nach Öffnung des Parks, eröffnet. Die Gondelbahn war der erste stationäre Dark Ride in Deutschland.
Die Gondelstrecke wurde bei Schließung der Bottichfahrt verändert und auch sonst wurden immer wieder Änderungen vorgenommen. So fuhren die Gondeln zu Beginn einzeln, später jedoch jeweils drei Gondeln zusammen. Auch wurden elektronische Abstandskontrollen für die Gondeln entwickelt. Zu Beginn kostete die Nutzung zusätzlich etwas, war also nicht im Parkeintritt enthalten. Die Musik des Briten Mike Batt kam später dazu und stammte aus dem Film Der Herr der Karawane.
Der Themenbereich der Gondelbahn bildete zusammen mit dem Café Oriental den Themenbereich Orient, zu dem später jedoch keine weiteren Attraktionen außer der Gondelbahn selbst gehörten und der nach der Schließung 2009 komplett aus dem Park verschwunden ist.

## Fahrt
Die Station lag im Erdgeschoss innerhalb einer Höhle, über der ein wasserspeiender Totenkopf hing. Nach Verlassen der Station fuhren die Gondeln einen ersten Teil außen über den Walzertraum (vormals Bottichfahrt) und durch ein Drachenmaul ins Innere der Höhle. Im Innenbereich sah man Szenen aus den Geschichten aus Tausendundeine Nacht, wie Ali Baba, mit Animatronics nach. Gezeigt wurden unter anderem Sagengestalten wie ein Zyklop, der Kampf mit einem Drachen und der Sagenvogel Rok, außerdem eine Buddha-Statue. In den größeren Szenen waren Kamele, tanzende Frauen, Schätze und mehrere weitere Personen zu sehen. Sowohl zu Beginn als auch am Ende durchfuhren die Fahrgäste eine größere Tropfsteinhöhle.
Durch die freie Aufhängung der Gondeln am Getriebe kam es in den Kurven dazu, dass diese leicht ausschwangen.

## Abriss
Angesichts der langjährigen Schwierigkeiten im Erweiterungsverfahren sah man sich seitens des Phantasialands gezwungen, die Gondelbahn nach der Sommersaison 2009 abzureißen, um Platz für neue Attraktionen zu schaffen. Zur Sommersaison 2010 wurde die freigewordene Fläche begradigt und mit neuen Gebäuden bebaut. Diese bilden heute einen Teil des Kaiserplatzes und beherbergen die 2011 eröffnete Attraktion Maus au Chocolat und seit 2012 einen Souvenirshop und ein Tagungs- und Konferenzzentrum.